# Der Fragebogen
Der Fragebogen ist ein 1951 im Rowohlt Verlag erschienener Bericht bzw. autobiographischer Roman von Ernst von Salomon über seine Erlebnisse in der Zeit des Nationalsozialismus und der Entnazifizierung durch die US-amerikanische Militärregierung nach 1945. Der Titel des autobiographischen Berichts bezieht sich auf den Fragebogen, der von den Betroffenen im Entnazifizierungsverfahren auszufüllen war. Das apologetische Werk war ein Bestseller und wurde über 150.000 mal verkauft. Als Zeitdokument der Verdrängung spiegelt es eine weitverbreitete Mentalität der frühen Nachkriegszeit wider.

## Inhalt
Ernst von Salomon, den die amerikanische Militärregierung nach dem Zweiten Weltkrieg in automatischen Arrest genommen hatte, verwendete den Fragebogen (d. h. das Befragungsformular) der Militärregierung zur Entnazifizierung als Gerüst dieses Lebensberichts.
Die im Befragungsformular gestellten Fragen zur persönlichen Geschichte, zur politischen Einstellung, Mitgliedschaft in Organisationen usw. beantwortete er persiflierend-genau und überausführlich. Salomon schildert seine Zeit als Kadett, die Kämpfe als Baltikumer, an denen er als Freikorpsmann teilnahm, seine Mitgliedschaft in der rechtsextremen Organisation Consul und seine Beteiligung am Mord an Walther Rathenau 1922, die anschließende Haft, seine literarische Arbeit, seine Erlebnisse im Frankreich der 1930er Jahre und im nationalsozialistischen Deutschland sowie das Kriegsende, das er gemeinsam mit seiner jüdischen Freundin Ille in Oberbayern erlebte. Ausführlich schildert er das Schicksal Franz Xaver Holzheys, der die Zerstörung eines Lazaretts durch das Aufstellen eines Rot-Kreuz-Schildes verhinderte und dafür von Theodor Tolsdorff, einem Generalleutnant der Wehrmacht, hingerichtet wurde. 
Salomon legt Ille seine eigenen Ideen zur „Judenfrage“ in den Mund, die angeblich „überhaupt nur auf der nationalen Basis gelöst werden“ könne, das heißt im Sinne eines assimilatorischen Antisemitismus. Drastisch wird die Internierung in einem amerikanischen Lager ausgemalt, in dem Salomon und Ille angeblich gefoltert wurden. Dies stellte sich späterhin als unwahr heraus. Wahrnehmbares Ziel der Darstellung ist die Rechtfertigung der Biographie des Verfassers und letztlich aller Deutschen. So behauptet Salomon wahrheitswidrig, er habe immer Distanz zum NS-Regime gewahrt, dem er exkulpatorisch die als Unrechtsregime geschilderte US-amerikanische Besatzung gegenüberstellt. Seine eigenen, eher indirekten Kontakte zum Widerstand gegen den Nationalsozialismus malt er breit aus.

## Rezeption
Das Werk erregte große Aufmerksamkeit und erreichte in den 1950er und 1960er Jahren nicht nur in Deutschland sehr große Auflagen, die ihn zum Bestseller seiner Zeit machten. Er galt eine Zeitlang als eine der erfolgreichsten Neuerscheinungen der Nachkriegsliteratur überhaupt. Ausgaben davon erschienen Übersetzungen in Amerika, England, Kanada, Frankreich, Italien und Spanien.
Der vermeintlich authentische Bericht, der wegen der eigenwilligen Pose des Autors – er bekennt sich mehrmals zur kollektiven Schuld und beharrt letztlich auf seinem Solipsismus – beim Leser das Gefühl des Ausgeliefertseins bestätigte, diente Salomon zur Rechtfertigung wie Letzteren zur Immunisierung vor Fragen nach ihrer konkreten Verantwortung. Dass Salomon das von ihm in amerikanischer Internierung erlittene Unrecht gegen die Massenverbrechen der Nationalsozialisten aufrechnet, die er empathielos mit zynischer Kälte abhandelt, wurde scharf kritisiert.
Nach Martin Sabrow folgt Salomons Roman „stärker literarischen als historiographischen Regeln“. Zentrale Probleme lasse er offen: So bestreite er, dass Rathenaus Mörder aus Antisemitismus handelten, nenne aber keinen anderen nachvollziehbaren Grund. Axel Eggebrecht beschwerte sich in einem Brief vom 16. Januar 1951 bei Salomon darüber, dass er dem Leser den Eindruck aufdränge, es würden ihm präzise Fakten präsentiert: „Das aber stimmt ja nun leider nicht immer“. Sabrow kennzeichnet Salomons Arbeitsweise mit einem Zitat aus dem Fragebogen: „Mit der Wahrheit kann man am besten lügen!“
Wolfram Wette weist nach, dass Salomons Darstellung der Organisation Consul als lose Kameradschaft, die von der „Anhänglichkeit an den alten ‚Chef‘“ motiviert gewesen sei, der Wahrheit nicht entspricht. Tatsächlich war die O.C. eine militärisch straff geführte Geheimorganisation, bei der alle Fäden beim „Consul“ Ehrhardt und seinem Stab  zusammenliefen.
Torben Fischer attestiert dem Buch eine offensive Täter-Opfer-Umkehr, wenn Salomon seine Freundin den Amerikanern vorwerfen lässt, sie würden die Deutschen für die Verbrechen des Holocaust „mit gleicher Münze“ zahlen lassen. Hier würden Konzentrationslager und Reeducation moralisch gleichgesetzt. Die Deutschen würden entweder als unschuldig oder als schuldlos-schuldig im Sinne einer tragischen Verstrickung hingestellt, denen die Amerikaner mit ihrer Kollektivschuldthese, der sie angeblich angehangen hätten, Unrecht täten.

## Ausgaben
- Der Fragebogen. Roman. Rowohlt Verlag, Hamburg 1951, DNB 454263384.
- Der Fragebogen. 12. Auflage. Rowohlt Verlag, Hamburg 1985, ISBN 3-498-06185-2.
- Der Fragebogen (= rororo. Nr. 10419). 96- bis 98-tausend. Rowohlt Verlag, Reinbek 1999, ISBN 3-499-10419-9.
- Der Fragebogen. Rowohlt E-Book, Reinbek 2013, ISBN 978-3-644-02371-0.